# Vallakyrkan
Vallakyrkan är en frikyrkobyggnad på Herrgårdsgatan 4 i stadsdelen Kanada i centrala Degerfors, uppförd 1979.
Den var kyrka för Degerfors missionsförsamling.